# Instituto de Arte Americano e Investigaciones Estéticas «Mario J. Buschiazzo»
El Instituto de Arte Americano e Investigaciones Estéticas «Mario J. Buschiazzo» pertenece a la Universidad de Buenos Aires y tiene como sede la Facultad de Arquitectura, Diseño y Urbanismo. Está dedicado a tareas de investigación y estudios históricos y críticos acerca de las manifestaciones teóricas y materiales del hábitat, el diseño, la arquitectura y la ciudad, tanto en el medio iberoamericano en general como de Argentina en particular pero específicamente del área bonaerense y de la Ciudad de Buenos Aires. Cuenta con un cuerpo de investigadores y personal técnico cuyas actividades incluyen la producción bibliográfica, la recuperación y preservación de fondos documentales de valor histórico y la atención de su biblioteca especializada «Andrés Blanqui».

## Historia

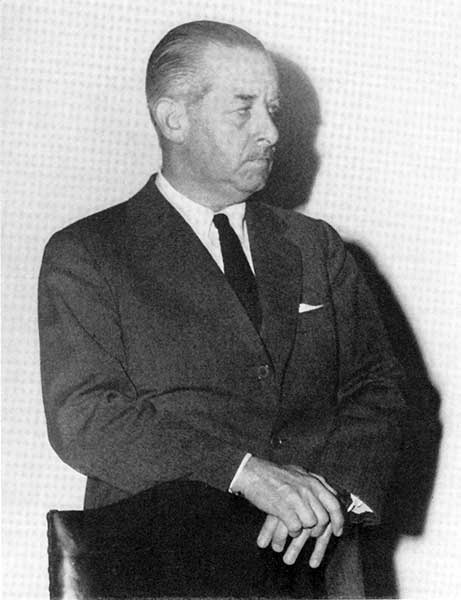
Arq. Mario J. Buschiazzo (1902-1970), fundador del Instituto de Arte Americano e Investigaciones Estéticas.

El Instituto fue creado por la Universidad de Buenos Aires en 1946, a instancias de quien fuera luego su primer director, el arquitecto Mario J. Buschiazzo, autor de la iniciativa que luego preparó su reglamento y procedió a su organización. Su cargo como director del Instituto continuó en forma ininterrumpida hasta 1970, año de su muerte.

## Funciones
Las funciones principales del Instituto se relacionan con la formación de investigadores que desarrollan sus actividades con proyectos acreditados tanto en la Universidad de Buenos Aires como en el CONICET (Consejo Nacional de Investigaciones, Ciencias y Tecnología de la Nación), la formación de docentes universitarios, la dirección de becarios nacionales como extranjeros, la edición de publicaciones científicas, didácticas y de divulgación, la organización de cursos, seminarios o jornadas de especialización, el apoyo a la comunidad científica a través de su biblioteca, fototeca y archivo de planos y el cuidado de diversos fondos documentales de arquitectos destacados creados a partir de donaciones para su preservación y divulgación.

## Sedes
A lo largo de su historia, el Instituto ocupó diversas sedes, empezando en un local del segundo piso en la calle Perú 294. Hacia 1950 se le asignó en carácter de permanente el tercer piso del edificio de la calle Alsina 673 (hoy correspondiente al Fondo Nacional de las Artes). Posteriormente, y a pesar del traslado de la Facultad de Arquitectura a la Ciudad Universitaria, el Consejo Superior de la UBA dispuso crear una Comisión Asesora para determinar el futuro de la llamada “Manzana de las Luces”, sitio donde habían funcionado las Facultades de Ciencias Exactas y de Arquitectura, llegando a considerarse ese lugar como la nueva sede operativa del Instituto. A mediados de 1973 se trasladaría finalmente a su sede actual, en el cuarto piso de la Facultad de Arquitectura, Diseño y Urbanismo, ubicada en el Pabellón III de la Ciudad Universitaria.

## Directores
- Arq. Mario J. Buschiazzo (entre 1946 y 1970)
- Arq. Jorge Gazaneo (entre 1970 y 1984)
- Arq. Roberto Fernández (entre 1984 y 1987)
- Arq. Jorge Francisco Liernur (entre 1987 y 1992)
- Dr. Arq. Alberto S. J. de Paula (entre 1992 y 2008)
- Dr. Arq. Mario Sabugo (entre 2010 y 2023)
- Dr. Arq. Fernando Luis Martínez Nespral (desde 2023)

## Publicaciones

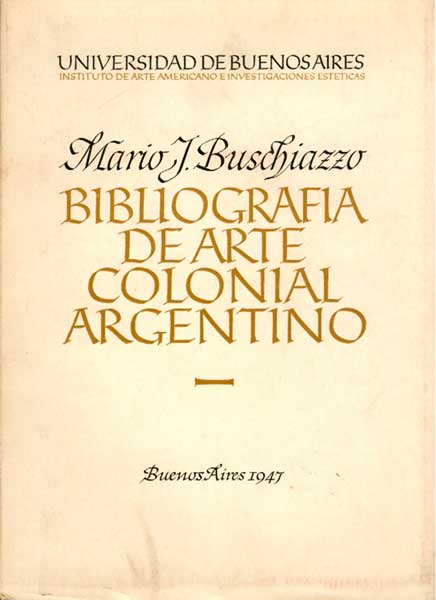
Bibliografía del Arte Colonial Argentino de Mario J. Buschiazzo (1947)

La aparición del libro “Bibliografía de Arte Colonial Argentino” de Mario J. Buschiazzo en el año 1947 inicia una serie de publicaciones que, agrupadas en diferentes colecciones, forman parte de la producción bibliográfica del IAA que continúa hasta el día de hoy. Seguirían otras importantes publicaciones como “El Arte de la Imaginería en el Río de la Plata” de Adolfo Luis Ribera y Héctor Schenone; “El azulejo en el Río de la Plata, siglo XIX” de Vicente Nadal Mora; “La Arquitectura en el Paraguay” de Juan Giuria y “Arquitectura Moderna en Estados Unidos” de Kenneth Conant; todos ellos aparecidos entre 1948 y 1950. Varias colecciones se realizaron a los largo del tiempo, destacándose, de todas ellas, la revista Anales del Instituto.

### Anales del Instituto (ISSN 0328-9796)
Publicación anual que tiene su primer número en 1948, que continúa al día de hoy con la edición del número 53, y que se encuentra en su mayor parte disponible para su descarga en formato digital. Su aparición cumplió la función de reunir aquellos trabajos que, por una carencia de un medio acorde o por no contar con un volumen de información apto para conformar un libro, fuese el medio ideal para la divulgación de los trabajos de los investigadores. Sus contenidos, producto de exigentes labores de investigación, estaban enfocados básicamente al campo americanista.

### Anales Digital (ISSN 2362-2024)
Anales Digital es una publicación con la versión en línea  de Anales del Instituto, de periodicidad semestral, y que se ha desarrollado con el sistema OJS (Open Journal Systems), una aplicación libre distribuida por el Public Knowledge Project bajo Licencia Pública General GNU y que es reconocido por el Centro Argentino de Información Científica y Tecnológica (CAICYT) -organismo dependiente del CONICET- para la edición y administración de revistas científicas en formato digital. Ha sido indexada en el Directorio de Publicaciones Periódicas de Latindex, en el Directorio de Revistas de Código Abierto (DOAJ), en la red de la Asociación de Revistas Latinoamericanas de Arquitectura (ARLA), en el directorio Red Latinoamericana de Revistas Académicas en Ciencias Sociales y Humanidades (LatinREV), en la Red Iberoamericana de Innovación y Conocimiento Científico (REDIB), en la European Reference Index for the Humanities and Social Sciences (ERIH Plus), en el portal Malena - Políticas de jerarquización, acceso y archivo de las publicaciones científicas argentinas e incorporada al Núcleo Básico de Revistas Científicas Argentinas, lo cual constituye una garantía en la evaluación de la excelencia de la revista. El Núcleo Básico está integrado actualmente por revistas científicas de primer nivel cuyo listado completo está disponible en el sitio del CAICYT. Al igual que su versión impresa, su difusión está destinada a promover la investigación sobre la historia del urbanismo y la arquitectura, sumándose en los últimos años áreas específicas del diseño gráfico, industrial y multimedia, preferentemente de América Latina en general. Finalmente, la revista Anales fue admitida -a partir de abril de 2015- en el portal SciELO (Scientific Electronic Library Online), un sistema de biblioteca electrónica consistente en una red de colecciones de revistas científicas de Latinoamérica con acceso abierto, de carácter libre y gratuito. El sistema forma parte de las políticas científicas colaborativas en la Región del CONICET y es gestionada por el CAICYT.

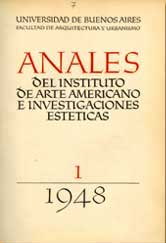
Anales N° 1 - Año 1948

### Cuadernos de Historia
A partir de su primer número titulado “Cánones de la Crítica” de Nikolaus Pevsner, aparecido en 1954, los Cuadernos tuvieron como finalidad la recolección de contenidos distintos a los publicados en los Anales, con desarrollos más didácticos y dirigidos a los estudiantes. El último número de esta colección del año 1998 fue el 9, dedicado a la obra de los arquitectos Ángel Guido, Martín Noel y Alberto Prebisch.

### Serie Arquitectos Americanos Contemporáneos
Esta colección aparece en 1955 como una serie de carácter biográfico con la obra de los arquitectos Amancio Williams, Eduardo Catalano, Skidmore – Owins & Merril, Lucio Costa, Paul Rudolph, Félix Candela, Besciani – Valdez – Castillo – Huidobro, Eladio Dieste, Sánchez Elía – Peralta Ramos y Agostoni, Mario Roberto Álvarez, Eero Saarinen y Philip Johnson. La serie se continuó hasta 1967. La serie está actualmente en proceso de digitalización para su difusión y se encuentra disponible para su libre descarga en la plataforma de Ediciones Digitales del IAA.

### Serie Precursores de la Arquitectura Moderna en Argentina.
Similar a la serie anterior, e iniciada en 1968, contó con tres volúmenes dedicados a la vida y obra de los arquitectos Julián García Núñez, Alejandro Virasoro y Antonio U. Vilar, cubriendo así tres corrientes estilísticas como el “art nouveau”, el “art decó” y la avanzada del racionalismo. Esta serie se encuentra totalmente digitalizada para su libre descarga en la plataforma de Ediciones Digitales del IAA.

### Seminarios de crítica
Iniciados en mayo de 1988, los Seminarios de Crítica son básicamente avances de los trabajos de investigación que son presentados el último viernes de cada mes ante el cuerpo de investigadores del Instituto para el intercambio de ideas y su debate. Estos seminarios consisten el medio ideal para la comunicación de los conocimientos y el aporte de especialistas, docentes y estudiantes. A lo largo de los años, se han recopilado estos trabajos y están difundidos a través del sitio oficial del IAA. En los últimos años, los Seminarios de Crítica han sido también transmitidos en vivo por el canal de YouTube del Instituto y, a partir del año 2023, se han difundido los trabajos en un nuevo formato y diseño.

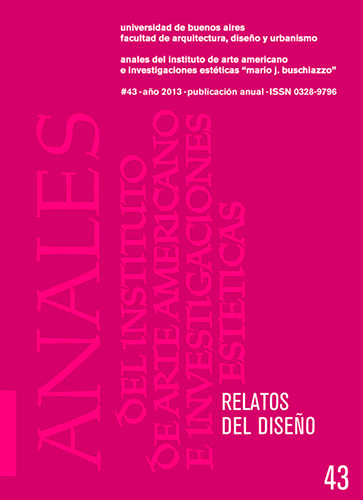
Portada del ejemplar de Anales del Instituto de Arte Americano e Investigaciones Estéticas "Mario J. Buschiazzo", correspondiente al número 43, año 2013

### Maestros de la Arquitectura Argentina
Esta colección, conformada por un total de 16 volúmenes de aparición quincenal, fue preparada por el Instituto de Arte Americano y editada por Clarín Arq a partir de septiembre de 2014. Destinado a estudiantes y público en general, se recorre la biografía, el pensamiento y la producción teórica y práctica de grandes arquitectos de nuestra historia, entre los que se han seleccionado a Mario Palanti, Amancio Williams, Togo Díaz, Claudio Caveri, Francisco Salamone, Wladimiro Acosta, Alberto Prebisch, Eduardo Sacriste, Alejandro Christophersen, Martín Noel, Mario Roberto Álvarez, Gerardo Andía, Ermete de Lorenzi, Antonio Vilar, Alejandro Bustillo y Bucho Baliero.

### Serie Tesis del IAA
La serie Tesis del Instituto de Arte Americano e Investigaciones Estéticas “Mario J. Buschiazzo” surge con el propósito de difundir las investigaciones producidas en este Instituto y reforzar las redes de intercambio con otros centros e investigadores del país y del extranjero. En los años 2017 y 2023 se han editado, y se encuentra disponible para su libre descarga, los siguientes títulos: 
- Lugares de mal vivir: Una historia cultural de los prostíbulos de Buenos Aires, 1875-1936, de Horacio Caride Bartrons, ISBN 978-950-29-1624-8
- Mario Buschiazzo y la "arquitectura americana contemporánea" (1955-1970), de Johanna Natalí Zimmerman, ISBN 978-950-29-1640-8
- La ciudad circular: espacios y territorios de la muerte en Buenos Aires (1868-1903), de David Dal Castello, ISBN 978-950-29-1665-1
- De 'ciudad huerta' a 'pueblo boutique'. Territorio, patrimonio y turismo en Purmamarca, 1991-2014, de Constanza Tommei, ISBN 978-950-29-1664-4
- La formación de jóvenes investigadores en Arquitectura: saberes, vínculos y deseos, de Julieta Perrotti Poggio. ISBN 978-950-29-1691-0
- La ciudad de los réprobos: historia urbana de los espacios carcelarios de Buenos Aires, 1869-1927, de Matías Ariel Ruiz Diaz, ISBN 978-950-29-1753-5
- Viaje pintoresco y excursión científica: El Jardín Zoológico de Buenos Aires, 1888-1924, de Marina Celeste Vasta, ISBN 978-950-29-1756-6
- El proyecto monumental: La construcción del Palacio Legislativo y el trazado de la avenida Agraciada, Montevideo 1887-1945, de Luis Eduardo Tosoni, ISBN 978-950-29-1784-9
- Historia del Arte y Universidad: La experiencia del Instituto de Arte Americano e Investigaciones Estéticas y la consolidación disciplinar de la historiografía artística en la Argentina (1946-1970), de Carla Guillermina García, ISBN 978-950-29-1882-2
- El plano de la ciudad: Formas y culturas técnicas en la modernización temprana de Buenos Aires (1750-1870), de Graciela Favelukes, ISBN 978-950-29-1901-0.
- Pensar y construir la ciudad moderna: Planes y proyectos para Buenos Aires, 1898-1938, de Alicia Novick, ISBN 978-950-29-1950-8.
- Imaginarios del dormitorio: arquitectura y literatura en Buenos Aires (1950-1970), de Valeria Bril, ISBN 978-950-29-1972-0
- Del puerto a la ciudad: sanidad marítima y estructura urbana de la ciudad de Buenos Aires (1868-1911), de Matías Ruíz Díaz, ISBN 978-950-29-2017-7

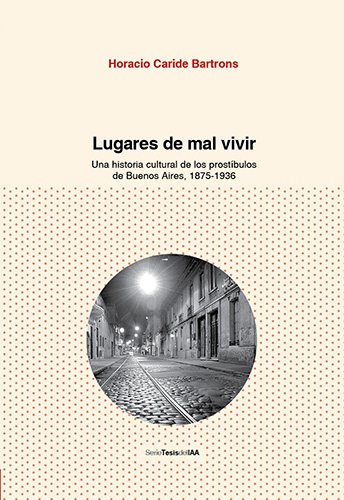
Portada del primer ejemplar de la serie Tesis del IAA, Lugares de mal vivir: una historia cultural de los prostíbulos de Buenos Aires (1875-1936), del Dr. Arq. Horacio Caride Bartrons

### Otras publicaciones
Varias publicaciones fueron realizadas por investigadores del Instituto, tanto en el campo de la historia de la arquitectura, el arte, el urbanismo y la arqueología. Algunas de las obras incluye títulos como “Arquitectura del Estado de Buenos Aires 1853-1862”, “Arquitectura de la Revolución Industrial” de Jorge Gazaneo y Mabel Scarone, “La ornamentación en la arquitectura de Buenos Aires” de José Xavier Martín y José María Peña, “La Conservación del Patrimonio Cultural de América Latina” y “El expolio del arte en la Argentina” de Daniel Schávelzon, “Las nuevas poblaciones en Andalucía, California y el Río de la Plata 1767 – 1810” de Alberto S. De Paula, entre otras.

## Organización

### Estudios históricos
Esta Sección tiene como objetivos de carácter permanente reunir proyectos y programas de investigación acerca de temas y problemas en el campo del diseño, la arquitectura, la ciudad y el territorio, en lo referente al ámbito americano, con particular atención a nuestro país y Buenos Aires con su hinterland. Estos estudios se orientan a un abarcamiento de escala global del campo, así como a momentos y situaciones relevantes del desarrollo histórico en lo referente a los contextos culturales que expliquen las experiencias –en los campos citados- desplegadas en nuestra historia nacional y americana, desde lo originario a lo contemporáneo.

### Investigaciones estéticas
La Sección de Investigaciones Estéticas responde a un doble cometido. Por un lado, le compete analizar críticamente la dimensión de la aesthesis como un elemento constitutivo de la práctica proyectual y observarla en el registro de su funcionamiento y de su historicidad. Por otra parte, se trata de inscribir las investigaciones sobre teoría, crítica e historia surgidas en el espacio de las carreras de diseño de la FADU. En este sentido, la Sección nuclea investigaciones con perfil teórico y crítico provenientes del Diseño Gráfico, el Diseño Industrial, el Diseño de Imagen y Sonido, el Diseño de Indumentaria y Textil y el Diseño de Paisaje, que se suman a la tradicional investigación histórica y crítica sobre la Arquitectura. La Sección se destaca por el perfil multidisciplinario de sus trabajos y de sus integrantes, como también por el interés en las producciones de diseño argentino y latinoamericano.

### Centro de Arqueología Urbana
El Centro de Arqueología Urbana fue creado el 7 de mayo de 1991 a partir del Programa de Arqueología Urbana, cuyo funcionamiento estaba encuadrado en el ámbito del Instituto desde 1987, y fue una de las primeras instituciones de esta naturaleza en América Latina. Realiza trabajos de investigación sobre excavaciones arqueológicas en el ámbito de la ciudad de Buenos Aires, contando con un convenio con el Gobierno de la Ciudad Autónoma de Buenos Aires para hacer en forma conjunta trabajos de arqueología, restaurar y conservar los objetos que se encuentren y guardarlos en sus depósitos según la clasificación determinada por la Ley 27.543. Cuenta con un equipo de investigadores y personal de apoyo, contando además con su propia página web.

### Archivo documental
Esta Sección se aboca al estudio, análisis y clasificación de fondos escritos, gráficos, fotográficos, fílmicos y sónicos que integran el patrimonio del Instituto y es el resultado de la acumulación de documentos producto de tareas de investigación, y de las donaciones de archivos personales de destacados arquitectos por parte de sus familiares.
Es responsable de la puesta en valor y catalogación de diversos Fondos Documentales como los de Jorge Bunge, Antonio Vilar, León Dourge, Héctor Morixe, Jorge Sabaté, José Manuel Felipe Pastor, Federico Mougenot, entre otros. Realiza exposiciones de los materiales recopilados, edita publicaciones y catálogos del material digitalizado que se difunden en diversos medios.

## Programas
Los Programas de Investigación son planes de trabajo correspondientes a campos temáticos de carácter permanente, con objetivos parciales a desarrollar en etapas no menores de dos años ni mayores de cuatro años y a cargo de un equipo de investigadores conducido por un Director de Programa. Estos pueden constituirse por estar propuestos en las orientaciones generales de trabajo del IAA; o bien por fusión de dos o más Proyectos de Investigación en torno a objetivos comunes, en la medida que se justifique por la extensión y complejidad de dichos objetivos, así como por la disponibilidad de los recursos necesarios.
En el año 2023, los programas que se llevan a cabo en el Instituto de Arte Americano son: Tiempos Americanos, Patrimonio Cultural Iberoamericano, Historia Urbana y Territorial, Estudios Históricos de las Heterotopías, Arquitectura y Construcción con Tierra (ARCONTI) y Políticas y Arquitecturas de Estado (ProPAE).

## Asistencia a investigadores

### Biblioteca “Andrés Blanqui”
Biblioteca especializada conformada por más de 5000 libros y revistas temáticas en el campo de la arquitectura, diseño, urbanismo e historia para la consulta por parte de investigadores y docentes. Cuenta con una base de datos de búsqueda en línea y es, además, depositario de material bibliográfico de valor histórico y de donativos realizados por importantes profesionales del ámbito académico.

### Fototeca y planoteca
Servicio de consulta de la colección de fotografías y planos con materiales provenientes de diversos orígenes, tales como la antigua colección del ex Ministerio de Obras Públicas (MOP), colección de material didáctico acumulados de diversas cátedras de la Facultad de Arquitectura, Diseño y Urbanismo, y los Fondos Documentales en guarda en el Instituto.